# João IV de Constantinopla
João IV de Constantinopla, também conhecido como João, o Nesteuta (em grego: Ιωάννης Νηστευτής; romaniz.: Joannes Nesteutés) ou João, o Jejuador, foi patriarca de Constantinopla entre 582 e 595. Ele foi o primeiro a assumir também o título de "Patriarca Ecumênico" e é considerado um santo.

## Vida e obra
João nasceu em Constantinopla de pais artesãos e trabalhou como escultor. Em 587 ou 588, ele convocou os bispos do oriente em nome do "Patriarca Ecumênico" para decidir sobre o caso de Gregório I, Patriarca de Antioquia, que acabou absolvido e voltou para a sua sé episcopal, decisão que depois foi revertida solenemente pelo Papa Pelágio II. Em 593, João foi fortemente acusado por Gregório I por ter permitido que um presbítero isauro chamado Anastácio, que tinha sido acusado de heresia, fosse surrado com cordas numa igreja de Constantinopla.
Em 595, a controvérsia estava de novo acesa sobre a questão do título de "Patriarca Ecumênico". Gregório escreveu para seu legado, Sabiniano, proibindo-o de se comunicar com João. No caso de um presbítero chamado Atanásio, acusado de ser maniqueísta, e condenado como um, Gregório tentou mostrar que o acusador era um também um herético pelagiano e que, por descuido, ignorância ou falha de João IV, haviam confundido o concílio nestoriano de Éfeso com outro, ecumênico, o Primeiro Concílio de Éfeso.

## Obras
Isidoro de Sevilha (de Script. Eccl. 26) atribui a ele apenas uma carta, perdida, sobre o batismo e endereçada a São Leandro. João, ele diz, "não propõe nada de sua própria criação, mas apenas repete as opiniões dos pais antigos sobre a imersão.".
Há, porém, diversas obras atribuídas a ele por outros e que sobreviveram:
- Libellus Poenitentialis ou, como ela é descrita no livro III da obra de Leão Alácio, de Consensu Utriusque Ecclesiae (Rome, 1655, quarto), Praxis Graecis Praescripta in Confessione Peragenda.
- Instructio, qua non modo confitens de confessione pie et integre edenda instituitur, sed etiam sacerdos, qua ratione confessiones excipiat, poenitentiam imponat et reconciliationem praestet informatur.
- Uma homilia sobre penitência, continência e virgindade. Ela é encontrada em geral junto às homilias de João Crisóstomo, mas é consenso hoje em dia que ela não é dele.
- Homilia sobre os falsos profetas e falsas doutrinas. Ela é por vezes atribuída a Crisóstomo ou a João de Jerusalém.
- Um conjunto de conselhos para um monge, num manuscrito atualmente na Biblioteca de Paris.

A Igreja Ortodoxa já na Idade Média atribuía as duas primeiras ao Patriarca.